# Jerome Dillon
Jerome Dillon (Columbus, 16 luglio 1969) è un musicista statunitense, noto soprattutto per essere stato il batterista dell'industrial rock band statunitense Nine Inch Nails.
Dopo aver fatto parte della band Howlin' Maggie, nel 1999 Dillon entra a fare parte della formazione live dei Nine inch nails come batterista. Vi resta fino al 2005 suonando nei tour di supporto agli album The Fragile e With Teeth. Il 16 settembre 2005, durante la tappa di San Diego del tour di With Teeth, Dillon accusa dei problemi di salute che costringono la band a terminare il concerto in anticipo. Lo stesso Dillon trascorre la notte in ospedale per accertamenti medici.   Il 19 settembre ritorna a suonare coi Nine inch nails, un breve ritorno che si conclude il 1º ottobre all'Hollywood Bowl, ultima apparizione di Dillon come batterista dei Nine Inch Nails.
Qualche settimana dopo, il 28 ottobre, tramite il proprio sito ufficiale Dillon annuncia che non sarebbe più tornato a suonare con la band. Come lo stesso musicista chiarisce successivamente in un'intervista, alla base della decisione non vi sono motivi di salute ma ragioni artistiche.
Con i Nine Inch Nails Dillon ha partecipato anche ad alcuni lavori in studio: Things Falling Apart, Still, With Teeth ed al live And All That Could Have Been.
Da allora Dillon si dedica completamente al proprio progetto solista, Nearly, il cui album di debutto Reminder è stato pubblicato nel 2005. Sempre lo stesso anno è stato pubblicato il singolo Straight to Nowhere mentre nel 2006 è stato pubblicato un EP/DVD live intitolato Reminder Live 2006.
Attualmente Dillon è in studio per lavorare al seguito di Reminder.